# یواس‌اس آنتیوخوس (ای‌آر-۲۱)
یواس‌اس آنتیوخوس (ای‌آر-۲۱) (به انگلیسی: USS Dionysus (AR-21)) یک کشتی بود که طول آن 441 feet 6 inches بود. این کشتی در سال ۱۹۴۴ ساخته شد.